# 159 a.C.
Il 159 a.C. (CLIX a.C. in numeri romani) è un anno  del II secolo a.C.

## Nati
- Quinto Mucio Scevola, politico romano († 88 a.C.)

## Morti
- Publio Terenzio Afro, commediografo romano